# 北京市华远集团有限公司
北京市华远集团有限公司，位于北京市西城区南礼士路36号华远大厦7层，是隶属北京市西城区国有资产管理委员会的国有独资有限责任公司。

## 简介
1983年9月10日，北京市西城区人民政府委派北京市西城区计划经济委员会副主任戴小明负责筹办华远公司，向西城区集体经济办公室借款20万元人民币作为开办资金。1983年9月27日，北京市西城区人民政府西政发〔1983〕67号文件决定成立华远经济开发公司，陈元任董事长，赵重清、刘振东、安性存、张柏青任副董事长，戴小明任常务副董事长兼经理，公司是北京市西城区人民政府直接领导下的企业管理机构，北京市西城区生产服务合作联社直属企业自1983年10月1日起统归华远公司管理。1983年10月25日，北京市西城区人民政府第32次会议决定，将华远公司从集体所有制企业改为“独立经营、自负盈亏的预算外国营企业”。1983年11月12日，公司本部党支部成立，书记戴小明，副书记赵胜利。1984年3月14日，北京市西城区人民政府下发〔1984〕3号文件，决定将公司更名为北京市华远经济开发公司，明确公司为西城区直接领导的经济组织，对下属企业行使管理职能，公司组成人员调整为：董事长陈元，副董事长赵重清、刘振东、张柏青、任永年、戴小明（常务副董事长），经理由戴小明兼任。1984年8月8日，北京市西城区人民政府下发〔1984〕14号文件“拟将华远公司逐步建设为资源型开发公司”，公司改名为华远经济建设开发总公司（以下简称“总公司”），董事会人员调整为：董事长陈元，副董事长赵重清、平永泉、刘振东、马凯、于正、孙树榕、任永年、戴小明（常务副董事长）。
1984年12月，遵照中华人民共和国国务院有关政企分开的文件规定，撤销总公司董事会，总公司改为总经理负责制，戴小明任总经理。1985年3月18日至6月3日，北京市西城区人民政府与总公司政企分开后，明确总公司归口北京市西城区计划经济委员会。1986年2月，总公司归口北京市西城区城乡建设委员会。1986年3月27日，总公司党支部成立，书记胡纪平，副书记戴小明。1987年6月2日，总公司党总支成立，书记胡纪平，副书记戴小明。
1987年1月7日，北京市城乡建设委员会、北京市计划委员会下发〔87〕京建企字第03号〔87〕京计基字第15号联合通知，核准“北京市西城区华远建设开发公司”为北京市首批城建开发公司之一。
1988年1月4日至6日，总公司在卧佛寺饭店召开1988年经理联席会，确定“增强企业活力，开辟第二战场”，任志强获会议提名任总公司副总经理兼北京市西城区华远建设开发公司经理，决定赵胜利任常务副总经理；决定成立北京市西城区华远建设开发公司。总公司下辖：北京市西城区华远建设开发公司（经理任志强）、北京市华远经济建设开发总公司技术服务公司（经理葛效国）、北京市华远新产品贸易公司（经理童培）、北京市华远经济建设开发总公司自动化系统公司（1988年2月24日注册成立，经理胡东平）、华远旅游公司（经理吴爱平）、华远展览公司（经理徐东曙）。1988年5月25日，总公司党委成立，书记胡纪平，副书记戴小明。
1992年5月26日，总公司决定将北京市西城区华远建设开发公司改为股份制公司。1992年7月16日，总公司向北京市西城区人民政府提出设立北京市华远房地产股份有限公司的申请。1992年7月25日，总公司向北京市体制改革委员会办公室呈报《关于北京市西城区华远建设开发公司进行股份制试点的请示》。1993年1月3日，北京市西城区人民政府和中共北京市西城区委分别批准了北京市西城区华远建设开发公司实行股份化。
1993年3月16日，北京市华远房地产股份有限公司创立暨第一次股东大会在北京西苑饭店举行，股东大会选出公司第一届董事会，并召开第一次董事会会议。会议决定任志强任董事长，肖中、袁懋樟任副董事长，任志强任总经理，周坚、刘进军任副总经理。大会选出的第一届监事会会议决定陈康任监事会主席。1993年4月17日，北京市华远房地产股份有限公司在北京市工商行政管理局注册成立，董事长任志强，副董事长兼总经理戴小明，注册资金2.5亿元。1993年4月18日，北京市华远房地产股份有限公司成立暨“西西工程”规划新闻发布会在人民大会堂云南厅召开。1993年7月15日，北京市西城区人民政府、中共北京市西城区委分别宣布：任志强任华远总公司总经理、周坚任中共华远总公司党委书记。
1993年8月16日，政府批准北京市华远集团和北京市华远集团公司成立，集团总裁任志强，副总裁周坚、陈康。1993年9月28日，北京市华远集团公司（以下简称“集团公司”）在北京市工商行政管理局注册成立。
1993年10月27日，中共北京市西城区委批准总公司党委更名中共北京市华远集团公司委员会，周坚任书记，任志强任副书记。
2001年9月28日，华远房地产股份有限公司第十四次股东大会批准任志强辞去华远房地产股份有限公司董事长，仍任华远房地产股份有限公司投资顾问、董事会投资委员会委员。
2001年12月30日，该由华远集团公司、西单购物中心、华远国际旅游公司、华远金海马公司、远华生物保健品公司共同投资设立的北京市华远新时代房地产开发有限公司成立，任志强任董事长兼总经理。
2014年11月24日，任志强在微博发表声明 （页面存档备份，存于），宣布正式退休。华远地产改由孙秋艳担任公司董事长，华远由此进入后任志强时代。
2016年，任志强在微博嘲笑习近平要求中国记者听党话跟党走，从而惹上了政治麻烦。 （页面存档备份，存于）此后任志强似乎退出了公众视线。但随着2019年新冠病毒在中国蔓延，任志强与朋友们分享了他对政府的严厉批评。
2020年3月，任志强被拘留，9月被北京一家法院周二重判任志强18年监禁。 （页面存档备份，存于）
2020年12月1日，王乐斌出任北京市华远集团有限公司党委书记、董事长，
2021年，王乐斌成为华远地产新任董事长。
2024年4月26日，华远地产公告表示拟将公司持有的房地产开发业务相关资产及负债转让至控股股东北京市华远集团有限公司。三年亏损超过60亿元，华远地产不得不剥离核心业务，告别房地产。交易完成之后公司将聚焦于代建、酒店经营、资产管理与运营、物业管理、城市运营服务等业务。